# Add Violence
Add Violence è un EP del gruppo musicale statunitense Nine Inch Nails, pubblicato nel 2017.
È il secondo capitolo della trilogia iniziata con l'EP Not the Actual Events (2016) e conclusa con l'album Bad Witch (2018).

## Tracce
1. Less Than – 3:30
2. The Lovers – 4:10
3. This Isn't the Place – 4:44
4. Not Anymore – 3:07
5. The Background World – 11:44

## Formazione
Gruppo
- Trent Reznor
- Atticus Ross

Musicisti addizionali
- Sharlotte Gibson – voce (in Less Than)
- Allison Iraheta – voce (in Less Than)